# 제6회 아이돌 스타 육상 양궁 선수권 대회
《제6회 아이돌 스타 육상·양궁 선수권대회》는 설날을 맞아 2013년 2월 11일에 1회 방송한 문화방송의 텔레비전 프로그램이다. 경기도 고양시 고양체육관에서 육상 종목을 대상으로 150여 명의 국내 아이돌 연합이 참여하여 프로그램을 진행하였다.

## 선수단 선서 대표
- 김동준, 윤보라

## 참가자
- A팀 : 샤이니, EXO, 걸스데이
- B팀 : 씨스타, DMTN, 보이프렌드
- C팀 : ZE:A, 나인뮤지스
- D팀 : FT아일랜드, 포미닛, 씨엔블루, 에이핑크, 비투비, 노지훈
- E팀 : 미쓰에이, 2AM, 엠블랙, 달샤벳
- F팀 : 앤디, 카라, 레인보우, 틴탑, 에이젝스, 백퍼센트
- G팀 : 인피니트, 애프터스쿨, 헬로비너스, 테이스티
- H팀 : 티아라, 시크릿, B.A.P, 스피드
- I팀 : 데프콘, 브라운 아이드 걸스, 쇼리 J, 김윤지, 써니힐, 에일리, 크레이지노, 안재현, 박지운, 진정선, 송해나
- J팀 : 신인연합팀 (글램, 뉴이스트, 디유닛, 레드애플, 마이네임, 빅스, 빅스타, 스피카, 씨클라운, AOA, M.I.B, EXID, 타히티, 투엑스)

## 우승자

### 육상
| 종목               | 금                | 금     | 은                  | 은     | 동                            | 동      |
| ------------------ | ----------------- | ------ | ------------------- | ------ | ----------------------------- | ------- |
| 남자 70m 달리기    | 이민혁 (비투비)   | 7초 73 | 이호원 (인피니트)   | 7초 79 | 필독 (빅스타)                 | 7초 927 |
| 여자 70m 달리기    | 지수 (타히티)     | 9초 49 | 은지 (나인뮤지스)   | 9초 50 | 가은 (달샤벳)                 | 9초 55  |
| 남자 높이뛰기      | 니엘 (틴탑)       | 1m 73  | 황쯔타오 (EXO)      | 1m 70  | 이민혁 (비투비) & 리키 (틴탑) | 1m 65   |
| 여자 높이뛰기      | 방민아 (걸스데이) | 1.20m  | 윤보라 (씨스타)     | 1.15m  | 고나은 (레인보우)             | 1.10m   |
| 남자 400m 릴레이   | (틴탑)            |        | (인피니트)          |        | (ZE:A)                        |         |
| 400m 릴레이 (혼성) | (DMTN, 씨스타)    |        | (ZE:A & 나인뮤지스) |        | (엠블랙 & 달샤벳)             |         |
| 남자 70m 허들      | 이민혁 (비투비)   | 9초 36 | 김동준 (ZE:A)       | 9초 53 | 루한 (EXO)                    | 9초 88  |

### 양궁
| 종목      | 금     | 금 | 은     | 은 | 동 | 동 |
| --------- | ------ | -- | ------ | -- | -- | -- |
| 남자 단체 | ZE:A   | 76 | 엠블랙 | 75 |    |    |
| 여자 단체 | 씨스타 | 71 | 포미닛 | 69 |    |    |

## 종합
| 순위 | 팀                                                          | 금 | 은 | 동 | 합계 |
| ---- | ----------------------------------------------------------- | -- | -- | -- | ---- |
| 1    | D팀 포미닛, FT 아일랜드, 씨엔블루, 에이핑크, 비투비, 노지훈 | 3  | 1  | 1  | 5    |
| 2    | B팀 씨스타, DMTN, 보이프렌드                                | 2  | 2  | -  | 4    |
| 3    | F팀 앤디 (신화), 카라, 레인보우, 틴탑, 에이젝스, 백퍼센트   | 2  | -  | 2  | 4    |

## 시청률
| 회차 | 방송일          | TNmS 시청률    | TNmS 시청률  | AGB 시청률     | AGB 시청률   |
| 회차 | 방송일          | 대한민국(전국) | 서울(수도권) | 대한민국(전국) | 서울(수도권) |
| ---- | --------------- | -------------- | ------------ | -------------- | ------------ |
| 1부  | 2013년 2월 11일 | 9.6%           | 10.9%        | 8.6%           | 9.5%         |

## 에피소드
- 녹화된 경보 릴레이가 통편집되어 또 한번 논란이 일어났다. 그 대신 2013년 2월 20일 노컷 스토리로 방송되었다.

## 최우수 선수
이날 맹활약을 펼친 70m 달리기 금메달 허들 70m 금메달 높이뛰기 동메달을 차지한 비투비 이민혁이 차지했다.

## 같이 보기
- 제1회 아이돌 스타 육상 선수권 대회 : 2010년 추석 특집
- 제2회 아이돌 스타 육상·수영 선수권 대회 : 2011년 설날 특집
- 제3회 아이돌 스타 육상 선수권 대회 : 2011년 추석 특집
- 제4회 아이돌 스타 육상·수영 선수권 대회 : 2012년 설날 특집
- 제5회 아이돌 스타 올림픽 : 2012년 2012년 하계 올림픽 특집